# Маріїнський канал
60°55′00″ пн. ш. 36°48′00″ сх. д. / 60.916666666667° пн. ш. 36.8° сх. д.
Витегорський або Маріїнський канал — ключова ланка Маріїнської водної системи, що сполучає річки Ковжа (звідки по природних водних шляхах можна проплисти в Каспійське море) і Витегра (сточище Онезького озера, далі у Балтійське море). У 1886 р. прорито Ново-Маріїнський канал.

## Маріїнський канал

### Передмова
Будівництво Витегорського каналу планувалося ще Петром I. Початку робіт перешкоджав нестача фінансування. Кошти в сумі 400 тис. рублів на рік були виділені позичково з підлягаючої зберіганню казни виховних будинків. Цим фондом завідувала імператриця Марія Федорівна. Її чоловік імператор Павло I 20 січня 1799 року підписав указ про початок будівництва.

### Будівництво
Будівництво було розпочато у 1799 році. Система будувалася силами Департаменту водних комунікацій, який очолював М. П. Рум'янцев. Безпосереднє керівництво будівництвом системи було покладено на інженер-генерала Ф. П. Деволанта, для чого при ньому було створено спеціальне управління.
По первинному плану передбачалося будівництво 26-ти шлюзів і у 1801 році 8 з них було побудовано і прорито з'єднувальний канал. Вже дещо пізніше спорудили два непередбачених проектом шлюзи в Шестовській і Білоусовській бистрині р. Витегри.
- У 1808 році з Ковжі у Витегру пройшло перше судно з осіданням менше 1 м.
- 21 липня 1810 року було офіційно оголошено про відкриття судноплавства по Маріїнській водній системі. Вартість будівництва склала 2 771 000 руб.

### Опис Маріїнського каналу
- Св. Катерини (двокамерний; загальне падіння (напір) — 10,09 фут.). Гирло Маріїнського каналу.
- Св. Олександра (трикамерний, 17,73 фут.), Побудований у 1802 р, перебудований у 1859—1862 рр.
- Св. Катерини (двокамерний, 12,62 фут.)
- Найвища точка вододілу. Роздільна частина, протяжністю 3 версти 429 саж. складалася з Катерининського басейну, прокопаного каналу і Матко-озера. Висота над рівнем Балтійського моря (по Кронштадтській рейці) — 60,17 саж. Судна піднімалися в канал з Ковжі на 40,44 фути, опускалися до Витегри на 36,36 футів.
- Починався у 9-ти верстах від шлюзу Св. Анни біля села Грязний Омут на Ковжі. Прорізав два озерця, Матко-озеро, Катерининський басейн.
- На каналі влаштували 6 шлюзів. Живився водами Ковзького озера за допомогою Костянтинівського водогону (завдовжки 10 верст 266 саж .; падіння — близько 105 футів; ширина по дну від 10 до 14 футів; з висячими інтервалами — своєрідними дерев'яними акведуками).
- У селі Петровське (нині Старе Петровське) у шлюзу Св. Петра поставлено кам'яний чотиригранний обеліск з написом «Петрову мысль Мария свершила» («Петровий задум Марія здійснила») (1810) і дерев'яна каплиця в пам'ять Петра I (не збереглася).
- Св. Петра (двокамерний, 15,6 фут.)
- Св. Олени (однокамерний, 8,33 фут.)
- Св. Марії (двокамерний, 12,43 фут.)

Нижче шлюзу Св. Марії, пройшовши Лудозьке озеро канал виводив до р. Витегри біля села Верхній Рубіж.

## Ново-Маріїнський— Кам'яний канал
У зв'язку з розвитком капіталізму після відміни кріпацтва і зростанням експорту пшениці в Європу пропускна спроможність Маріїнської системи була визнана недостатньою. У серпні 1882 року розпочаті роботи по будівництву Ново-Маріїнського каналу, його було побудовано на північний схід від старого.
- Канал побудовано в обхід Матко-озера на північний схід від старого в серпні 1882 — квітні 1886 Південне гирлі нового каналу знаходилося у шл. № 30, на одну версту вище старого шлюзу Св. Катерини. Від нового шлюзу № 29 до гирла старого каналу — 2,7 версти. Загальна частина зі старим Маріїнським каналом до з'єднання з Шимою (назва р. Витегра у верхній течії) — 1 верста 213 саж.
- Протяжність 8,2 верст, з них 6 верст становив роздільне плесо (б'єф) всієї системи. Роздільний б'єф знижений на 4,32 саж., Відпала необхідність у шлюзах Св. Марії, Св. Олени, Св. Катерини та Св. Єлизавети (8 камер) та Костянтинівському водогоні. Ширина по дну 10 саж., глибина — 1 саж., радіус заокруглень — 120 саж.
- Новий канал живився водою верхньої частини р. Ковжа, підпертою греблею біля витоку річки з Ковзького озера, за допомогою Олександрівського водоспуску (водогону).
- Роботи були завершені до 1-го травня 1886. Спорудження обійшлися в два мільйони руб. Найвища точка вододілувисота над рівнем Балтійського моря (по Кронштадтській рейці) — 55,85 саж.